# کتابخانه عمومی شیکاگو
کتابخانه عمومی شیکاگو (به انگلیسی: Chicago Public Library) تأسیس در ۱۸۷۳، نام یک سامانه کتابخانه‌ای بزرگ در ایالات متحده آمریکا است. این مؤسسه در شیکاگو قرار دارد.
سیستم کتابخانه این مؤسسه با ۷۹ شعبه بیش از ۵٬۷۲۱٬۳۳۴ عنوان کتاب در زمره بزرگ‌ترین مراکز کتابخانه‌ای کشور آمریکا محسوب می‌شود.

## تاریخچه
پس از آتش‌سوزی بزرگ شیکاگو در ۸ اکتبر ۱۸۷۱، شخصی به نام ای.اچ. بورگز پیشنهاد برگزاری مراسم اهدای کتاب‌های انگلیسی را مطرح کرد. وی دو ماه بعد (۷ دسامبر ۱۸۷۱) در شیکاگو تریبون پیشنهاد خود را اینگونه تشریح کرد: «من پیشنهاد می‌کنم که انگلستان کتابخانه‌ای به شیکاگو پیشکش کند. که در آنجا به عنوان نشانه‌ای از همدردی باقی بماند و برای همیشه یادبود و نشانه‌ای از مهربانی برادرانه واقعی در آنجا باشد.»
این پیشنهاد حمایت توماس هوگس را که خود عضو پارلمان و نویسنده بود و در ۱۸۷۰ از شیکاگو دیدن کرده بود، به همراه داشت. اهدای کتاب خیلی زود به وقوع پیوست و بیش از ۸٬۰۰۰ کتاب از انگلستان فراهم شد. این موضوع نمایندگان شهروندان شیکاگو را بر آن داشت تا درخواست گردهم‌ایی را به قصد تأسیس کتابخانهٔ عمومی رایگانی مطرح کنند. کتابخانه‌های پیشین شیکاگو کتابخانه‌هایی خصوصی بودند که برای ارائه خدمات حق عضویت دریافت می‌کردند. گردهم‌ایی منجر به تصویب قانونی در ۱۸۷۲ شد که شهرهای ایلی‌نوی را ملزم به تأسیس کتابخانه‌های عمومی می‌کرد.
در آوریل ۱۸۷۲ شورای شهر طرح تأسیس کتابخانه عمومی شیکاگو را تصویب کرد. کتابخانه عمومی شیکاگو در ۱ ژانویه ۱۸۷۳ رسماً گشایش یافت. هیئت کتابخانه در ۲۴ اکتبر همان سال، دکتر ویلیام فردریک پول را به عنوان نخستین کتابدار ارشد انتخاب کرد.

## نگارخانه

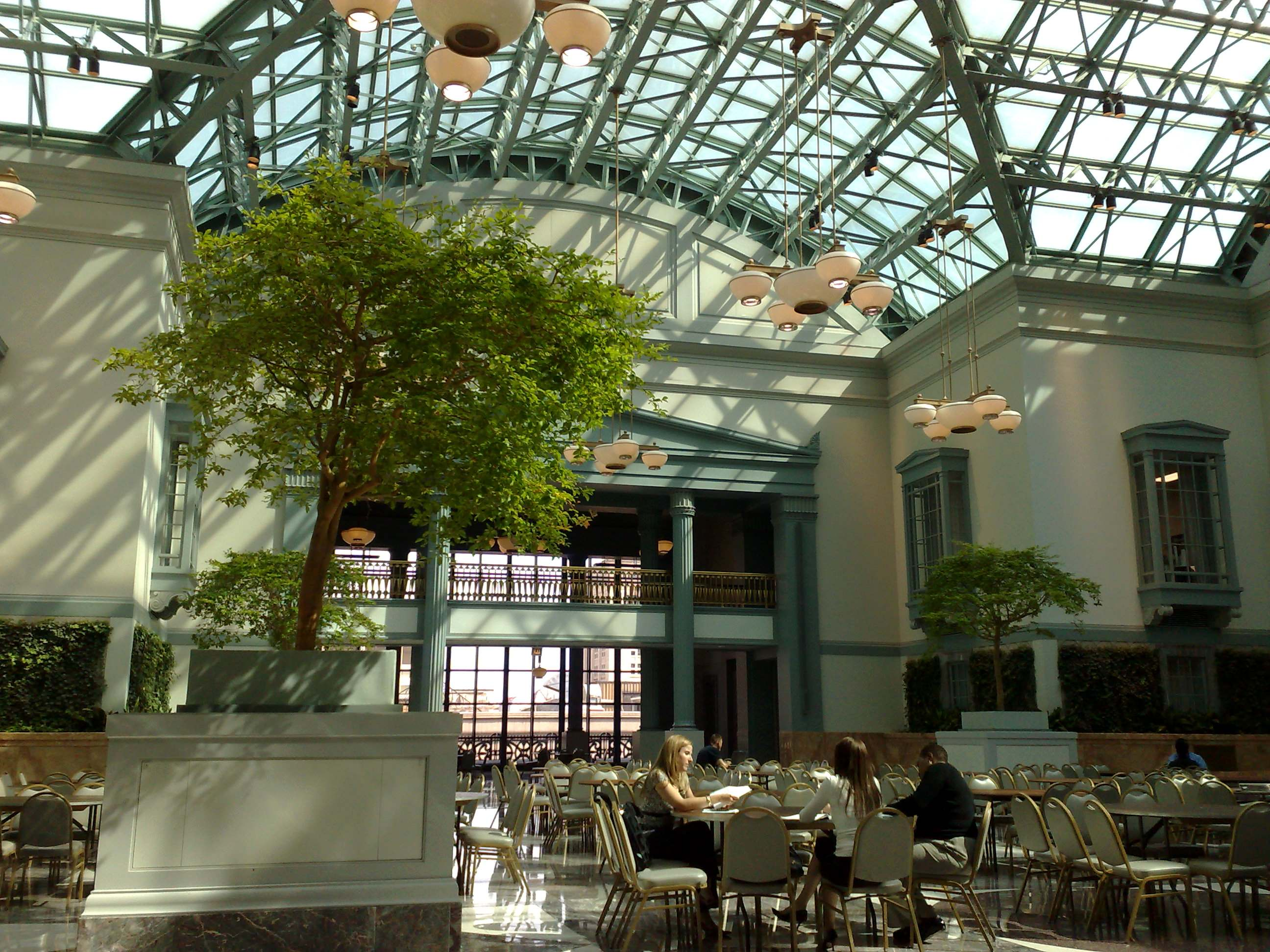
باغ زمستانی ساختمان مرکزی کتابخانه در طبقه نهم (کتابخانه هارولد واشینگتن)
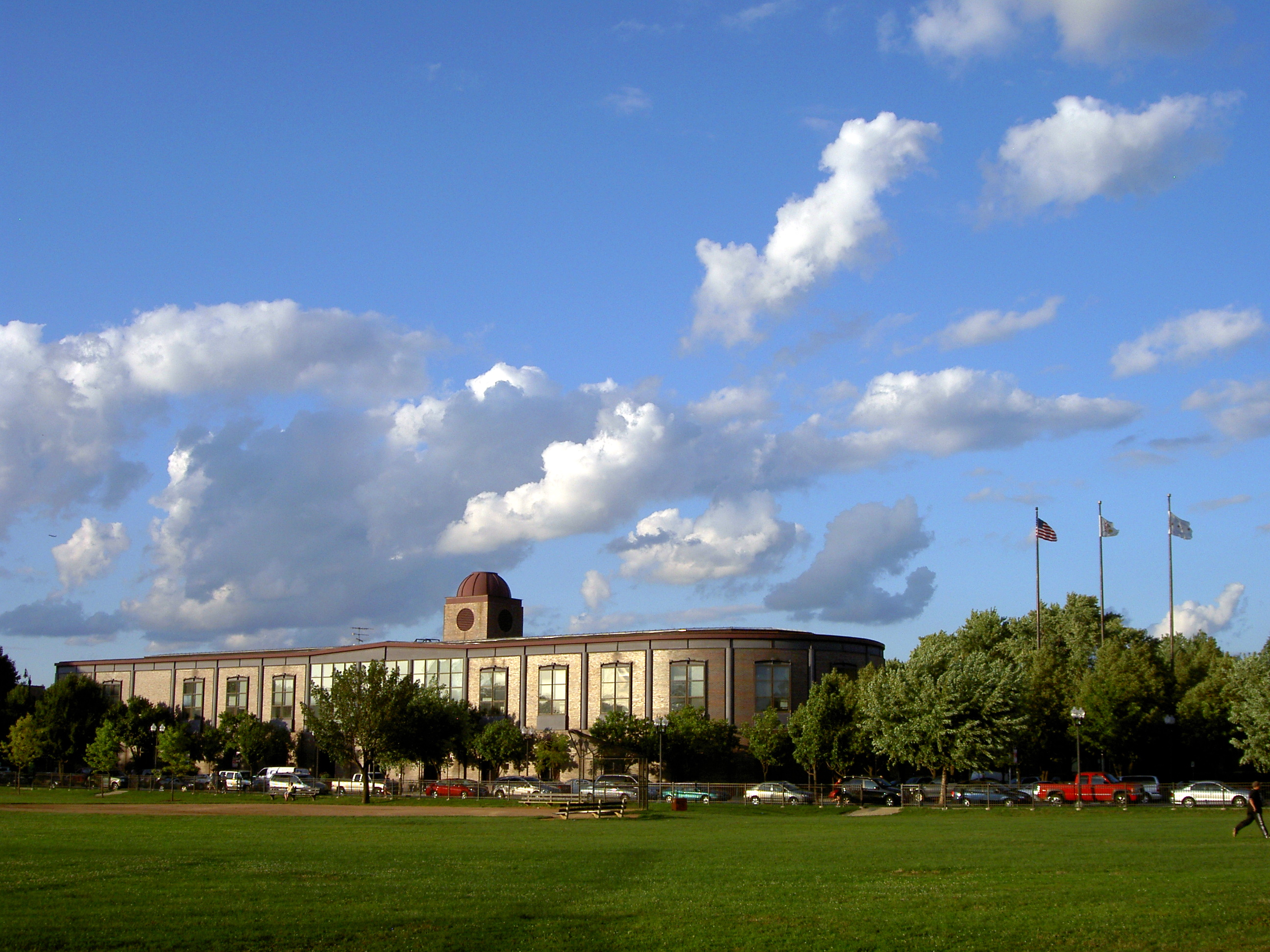
کتابخانه محلی کُنراد سولزر
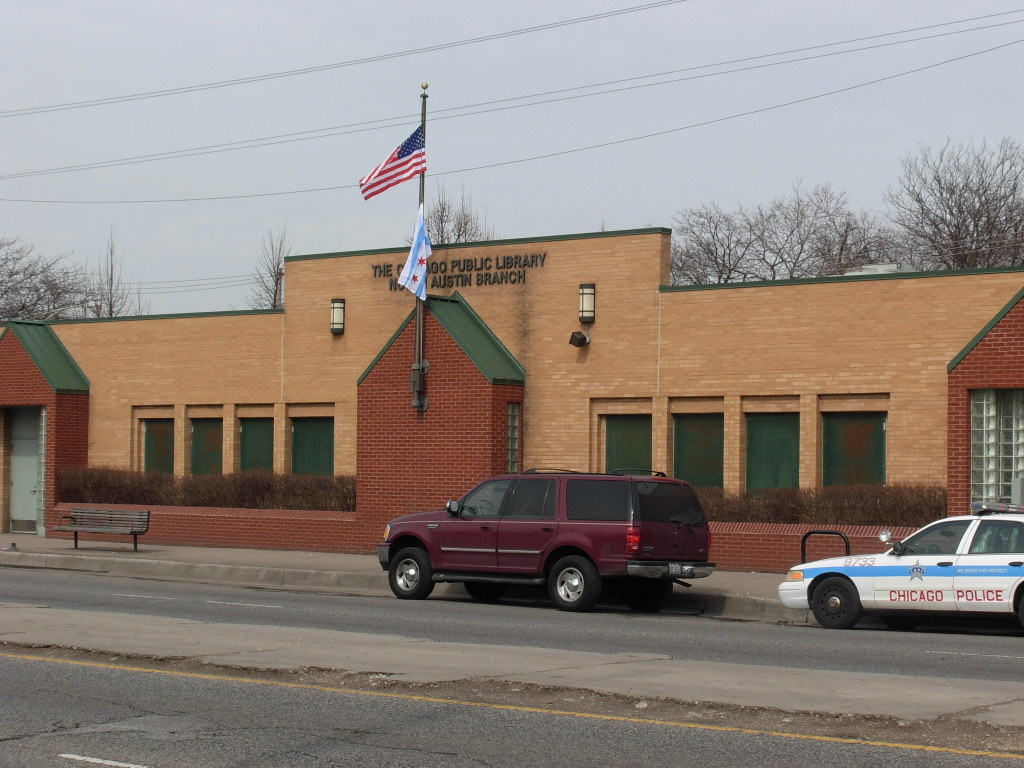
شعبهٔ شمال آستین
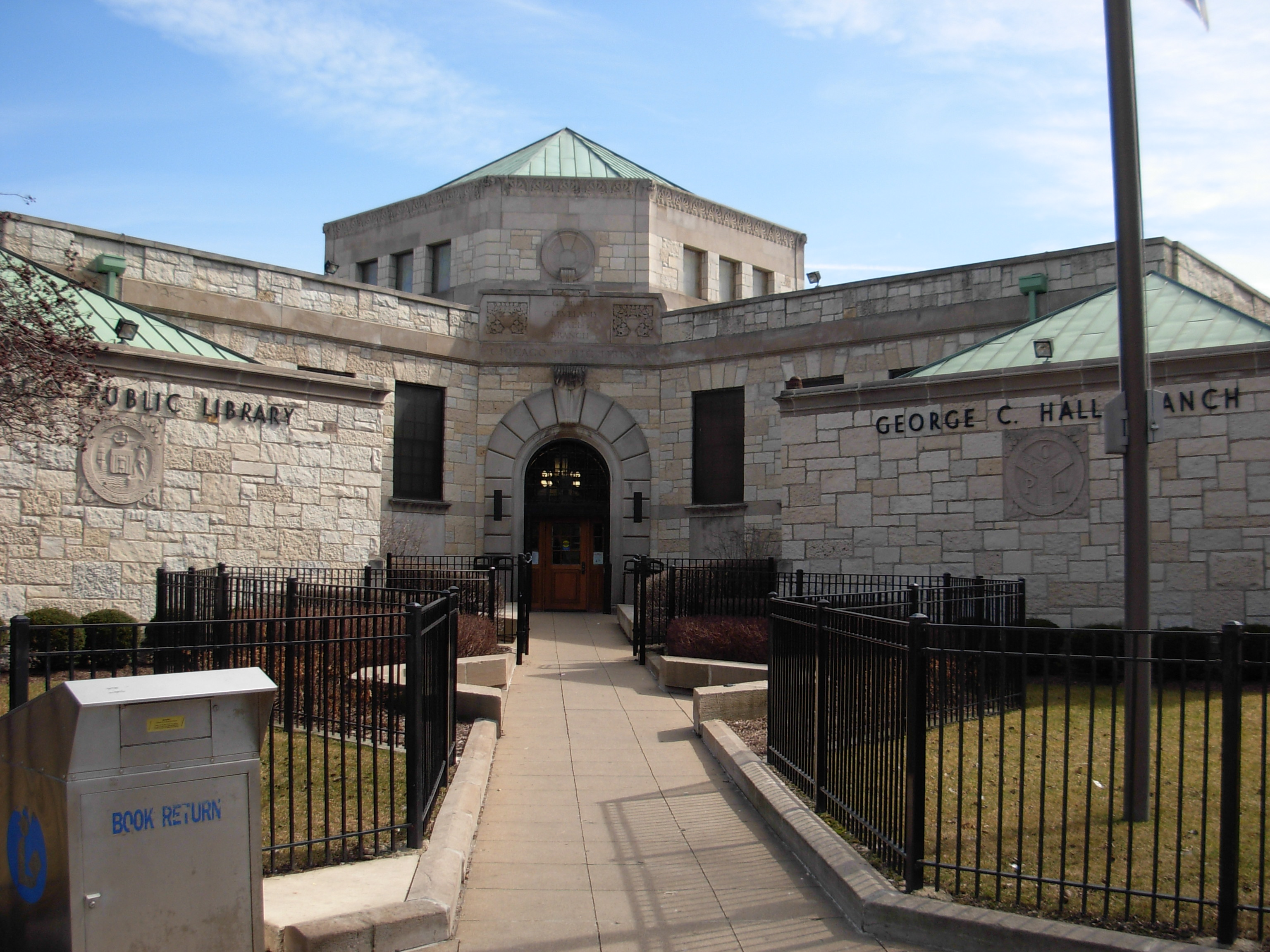
شعبهٔ جورج سی. هال
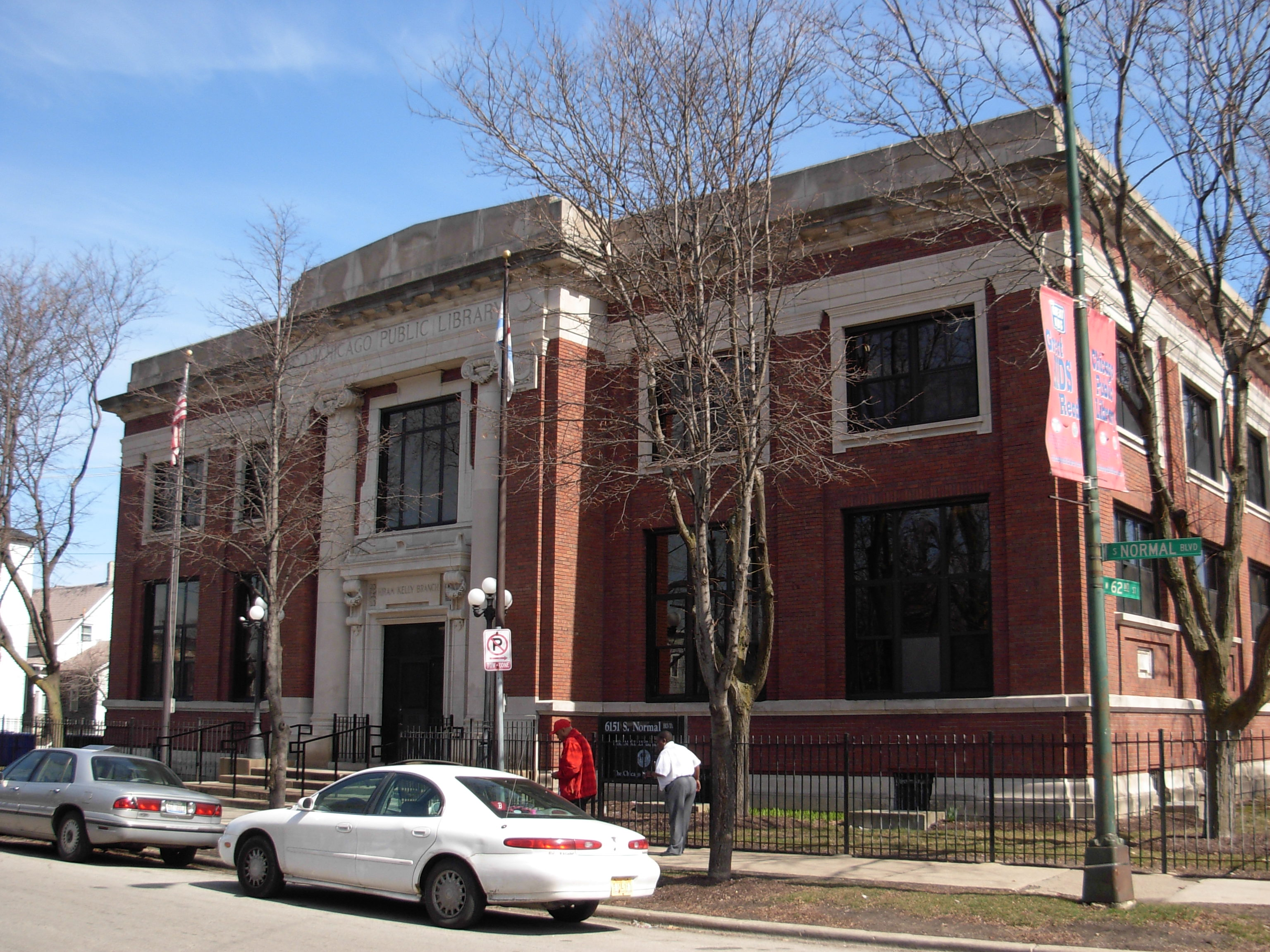
شعبهٔ کِلی
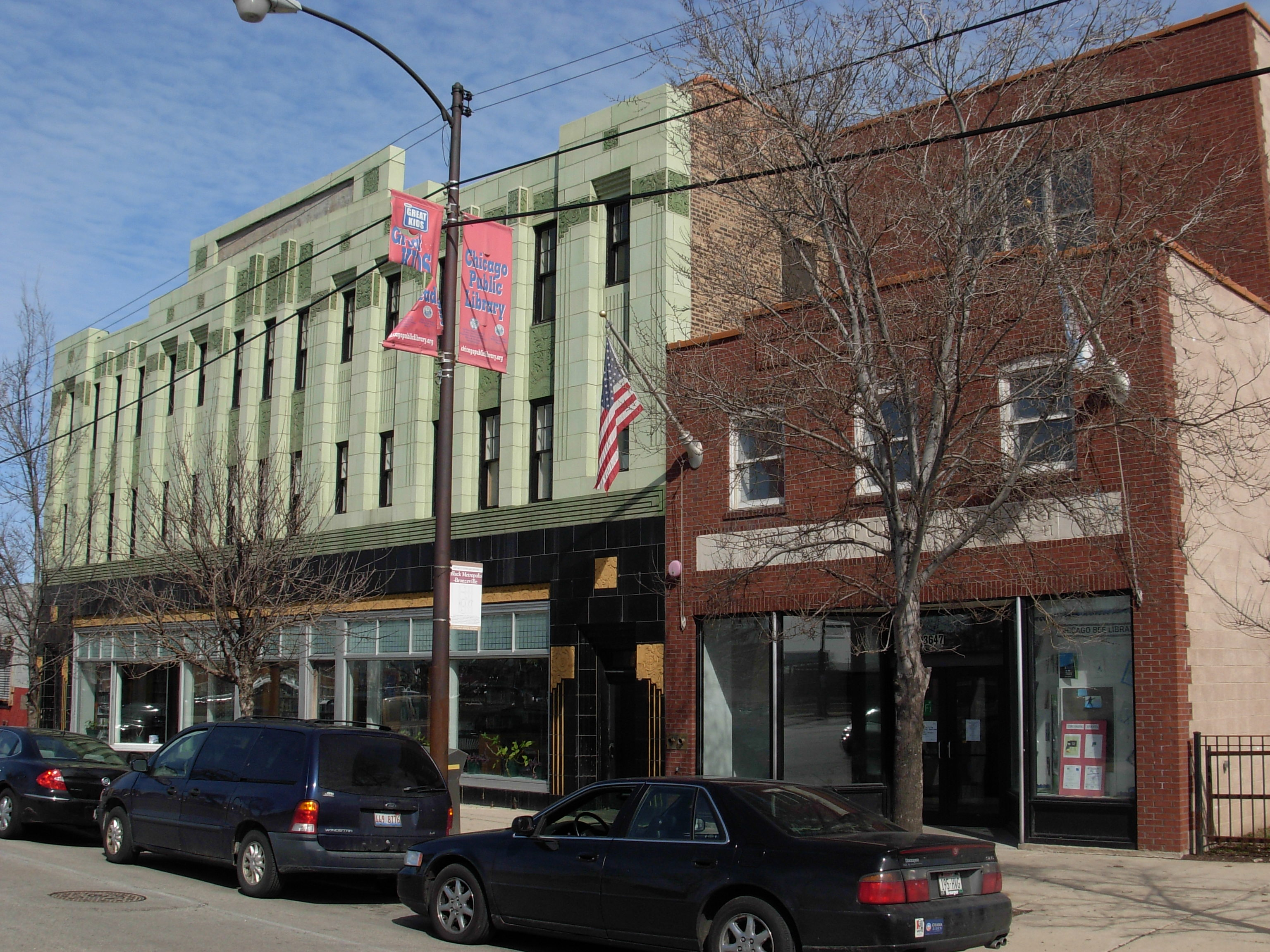
شعبه شیکاگو بی